# Даваа, Дойбан Дапьянович
Дойбан Дапьянович Даваа (15 марта 1931 года - 8 ноября 2021 года) — комбайнер колхоза «Победа» Каа-Хемского района Тувинской АССР. Герой социалистического труда и Заслуженный работник Республики Тыва.

## Биография
Дойбан Даваа родился 15 марта 1931 года в селении Эскенчер Каа-Хемского хошуна Тувинской Народной Республики в семье животноводов. Начальное образование (4 класса) окончил в селе Сарыг Сеп. В 1944 году начал работать в колхозе «Победа» села Ильинка. С 1952 по 1955 год служил в армии, после демобилизации вернулся в колхоз «Победа» и начал работать комбайнёром. В 1970 году вступил в КПСС, а позже избирался депутатом Ильинского сельсовета и членом Тувинского обкома партии. Звено комбайнов под его руководством не однократно становилось лучшим. В 1971 и 1973 годах за выдающиеся заслуги Дойбан Даваа был награждён орденами Ленина.
В 1976 году колхоз «Победа» был преобразован в совхоз имени XXV съезда КПСС. 23 декабря 1976 года указом Президиума Верховного Совета СССР за выдающиеся успехи, достигнутые во Всесоюзном социалистическом соревновании, проявленную трудовую доблесть в выполнении планов и социалистических обязательств по увеличению производства и продажи государству зерна и других сельскохозяйственных продуктов в 1976 году Дойбан Дапьяновичу Даваа присвоено звание Героя Социалистического Труда с вручением ордена Ленина и золотой медали «Серп и Молот».
По итогам десятой пятилетки его звено из четырёх комбайнов «Колос» в общей сложности намолотило 240 тысяч центнеров зерна. После выхода на пенсию Дойбан Даваа продолжил жить в селе Ильинка. В 2018 году присвоено почётное звание Заслуженный работник Республики Тыва.

## Награды
- Орден Ленина, 1971 год
- Орден Ленина, 11 декабря 1973 года
- Орден Ленина, 23 декабря 1976 года
- Медаль «Серп и Молот», 23 декабря 1976 года